# Lijst van graven van Harcourt
Toen Vikingleider Rollo in 911 bij het Verdrag van Saint-Clair-sur-Epte de gebieden kreeg toegewezen die het huidige Normandië vormen, verdeelde hij die domeinen onder zijn trouwste vazallen. De heerlijkheid Harcourt, nabij Brionne, werd door Rollo toegewezen aan Bernard de Deen, die de voorvader van het huis Harcourt was.

## Heren van Harcourt

### Huis Harcourt
- 911-950 : Bernard de Deen, gouverneur en regent van het hertogdom Normandië in 943
- 950-960 : Torf, baron van Tourville, zoon van de vorige
- 960-1020 : Turquetil, zoon van de vorige
- 1020-1066 : Anquetil, zoon van de vorige
- 1066-1078 : Errand, zoon van de vorige
- 1078-1100 : Robert I, broer van de vorige
- 1100-1154 : Willem, zoon van de vorige
- 1154-1212 : Robert II, heer van Elbeuf, zoon van de vorige
- 1212-1239 : Richard (overleden in 1239), zoon van de vorige
- 1239-1288 : Jan I (1199-1288), zoon van de vorige
- 1288-1302 : Jan II (1240-1302), maarschalk en admiraal van Frankrijk, zoon van de vorige
- 1302-1329 : Jan III van Harcourt (overleden in 1329), zoon van de vorige

## Graven van Harcourt
In maart 1338 werd de heerlijkheid Harcourt door koning Filips VI van Frankrijk verheven tot graafschap.

### Huis Harcourt
- 1329-1346 : Jan IV (overleden in 1346), zoon van de vorige
- 1346-1356 : Jan V (overleden in 1356), zoon van de vorige
- 1356-1389 : Jan VI (1342-1389), zoon van de vorige
- 1389-1452 : Jan VII (1370-1452), zoon van de vorige

In 1424 overleed de zoon van Jan VII van Harcourt. Vervolgens stelde hij zijn tweede dochter Johanna aan tot erfgename. Haar oudere zus Maria en haar zoon Jan VIII lieten echter ook hun aanspraken op Harcourt gelden.

### Huis Rieux
- 1452-1456 : Johanna (1399-1456), dochter van Jan VII
- 1456-1458 : Frans van Rieux (1418-1458), zoon van de vorige
- 1458-1518 : Jan IV van Rieux (1447-1518), zoon van de vorige
- 1518-1532 : Claude van Rieux (1497-1532), zoon van de vorige
- 1532-1557 : Hendrik van Rieux (overleden in 1557), zoon van de vorige
- 1557-1570 : Louise van Rieux (1531-1570), zus van de vorige

### Huis Guise
- 1570-1605 : Karel I van Elbeuf (1556-1605), hertog van Elbeuf, zoon van Louise van Rieux
- 1605-1666 : Hendrik van Harcourt (1601-1666), zoon van de vorige
- 1666-1694 : Frans Lodewijk van Harcourt, (1623-1694), neef van de vorige

De afstammelingen van Frans Lodewijk voerden de titel van prins van Harcourt:
- 1694-1719 : Alfons Lodewijk van Harcourt (1648-1719), zoon van de vorige
- 1719-1739 : Jozef van Harcourt (1679-1739), zoon van de vorige
- 1739-1747 : Lodewijk Maria Leopold van Harcourt (1720-1747), zoon van de vorige

### Laatste graven van Harcourt
- 1747-1763 : Maria Sophia Charlotte de La Tour d'Auvergne (1729-1763), nicht van de vorige
- 1763-1802 : Louise Anne Marie de Beauvau-Craon (1750-1834), dochter van de vorige

In 1802 werd het graafschap Harcourt verkocht aan landbouwer Louis-Gervais Delamarre (1766-1827).